# Hôtel Martinez
Hôtel Martinez är ett lyxhotell beläget på Promenade de la Croisette i Cannes på den franska rivieran. Hotellet öppnades den 20 februari 1929 av Emmanuel Michele Martinez, son till baron Giovanni Martinez och Giuseppa Labiso Costanza, medlemmar av en adlig italiensk familj med spanskt ursprung från Palermo. Karan Singh, kronprinsen av Jammu och Kashmir, föddes där 1931.